# Jem and the Holograms
Jem es una serie de dibujos animados de Estados Unidos creada en 1985, que se movía dentro de la aventura, la acción, el romance y la música rock, todo enmarcado dentro del ambiente musical de los años 80, su moda, estética y cultura juvenil. La serie fue creada inicialmente para vender una nueva línea de muñecas realizadas por Hasbro. Luego de 3 años de éxito y de una caída en la venta de las muñecas, la serie fue cancelada en el año 1988.
En 2015, el director de cine Jon M. Chu dirigió una nueva película de acción real basada en las muñecas de Hasbro: Jem y los Hologramas.

## Historia inicial de JEM
En un principio la historia fue concebida con el personaje principal Morgan Benton, quien con sus amigos varones se transformaban para formar un grupo musical donde Morgan se convertía en un hombre misterioso M, y sus amigos se convertían en hombres misteriosos, pero Hasbro adaptó la serie dejando de lado el detalle de que los hombres se transformasen en hombres misteriosos para evitar confusiones. Además, el hecho de que M no exista es porque en Estados Unidos no se puede registrar una marca con una sola letra, así que la compañía tuvo que cambiar su nombre de 
La historia transcurre en Los Ángeles, EE. UU.. La joven Jerrica Benton y su hermana menor Kimber sufren la muerte inesperada de su padre Emmett, quien fuese filántropo e inventor y dueño de Starlight Music, un sello discográfico de gran prestigio en el país. Sin quererlo, Jerrica tendrá que tomar cartas en el asunto e intentar salvar el patrimonio de su padre, que está siendo amenazado por Eric Raymond, un hombre corrupto y sin escrúpulos que fue el asistente de su padre durante muchos años, pero que ahora intenta quedarse con Starlight Music y hacerse millonario con un nuevo grupo musical: The Misfits, integrado por tres jovencitas muy audaces y desenfadadas: Pizzazz, Roxy y Stormer. Jerrica, junto a sus amigas Aja y Shana y su hermana Kimber, también tendrán que salvar el orfanato para niñas Starlight House, que su padre mantenía con las ganancias de la compañía musical.
Una noche, Jerrica recibe un regalo que su padre le tenía reservado antes de morir, un par de pendientes en forma de estrellas que esconden un mágico secreto. Nada más ponérselos, aparece ante ella una mujer holográfica que la conduce junto a sus amigas hasta la bodega de un autocinema clausurado, donde se oculta la computadora central llamada Synergy, un artefacto capaz de generar hologramas de gran realismo, cambiar la forma de los objetos y crear imágenes mágicas, artísticas e irreales. Jerrica comprende al momento que su padre le ha dejado el más poderoso y peligroso artefacto de multimedia jamás creado. La bodega también guarda gran cantidad de ropa, decenas de instrumentos musicales e incluso un coche. Entonces deciden utilizar a Synergy para recuperar Starlight Music convirtiéndose ellas mismas en un grupo musical capaz de destruir el éxito de Eric Raymond y sus Misfits. Así, como tributo a los hologramas de Synergy, deciden llamarse "Jem and The Holograms" (Jem y las Hologramas). Cada una de ellas, aportando parte de sus cualidades musicales, hacen de la operación "JEM" un éxito.
Las frases en inglés más memorables de esta serie de televisión son las siguientes: Showtime, Synergy! ("¡Entra en acción, Synergy!") y The show's over, Synergy! ("El espectáculo ha terminado, Synergy"), que Jerrica utiliza para hacer uso de Synergy a través de los pendientes, y Truly outrageous! ("¡Verdaderamente fantástico!"), exclamación que suele pronunciarse para describir a Jem.

## Personajes

### Jem and the Holograms
- Jerrica "Jem" Benton. Cantante y mánager de Jem and the Holograms y jefa del orfanato Starlight House. Utilizando el poder de Synergy, Jerrica se transforma en Jem al tocarse sus pendientes en forma de estrella. La trama principal de la serie trata sus esfuerzos por ocultar su doble identidad especialmente a su novio Rio Pacheco, que ama tanto a Jerrica como a Jem.
- Kimber Benton. Hermana menor de Jerrica, tecladista y principal compositora de las canciones de las Holograms. Los episodios centrados en ella suelen tratar temas de amor y rebelión. Kimber es una enamoradiza incorregible que en más de una ocasión se ha mostrado un poco celosa de toda la atención que Jem acapara por parte de los medios.
- Aja Leith. Huérfana de origen asiático-americano y guitarrista principal de Jem and the Holograms. Se crio con las demás chicas de su grupo en Starlight House, siendo la primera huérfana acogida por Emmett y Jacqui Benton. Habilidosa y aficionada a los deportes, es una persona tranquila y juiciosa y casi siempre es la que conduce el automóvil del grupo. Sale con Craig Phillips.
- Shana Elmsford. Huérfana de origen afroamericano y bajista de Jem and the Holograms. Se crio con las demás chicas de su grupo en Starlight House, de las que terminó haciéndose buena amiga a pesar de su timidez inicial. Es la encargada de diseñar la ropa de las Holograms. Su novio es Anthony Julian.
- Carmen "Raya" Alonso. Baterista de Jem and the Holograms, de origen mexicano. Tranquila, amable y sencilla, Raya consiguió su puesto en el grupo en un concurso de talentos a nivel nacional, venciendo a Craig Phillips, su principal competidor. Es la única del grupo proveniente de una familia tradicional y que tiene a sus dos progenitores vivos.

### The Misfits
- Phyllis "Pizzazz" Gabor. Cantante del grupo The Misfits, Pizzazz es la arquetípica niña rica. Abandonada por su madre siendo pequeña, fue criada por su padre, un rico magnate que le concedía todo lo que deseaba. Es la principal antagonista de la serie y constantemente trata de eclipsar a Jem y su grupo. Se ha mostrado atraída por Rio, Sean Harrison y Riot. Desprecia su verdadero nombre y tiende a tener ataques de ira cuando sus planes fracasan.
- Roxanne "Roxy" Pellegrini. Bajista de The Misfits y adolescente procedente de un barrio marginal de Filadelfia. No tiene demasiado sentido común y era casi totalmente analfabeta hasta que Ba Nee le dio un libro para niños para que aprendiese a leer. Jetta le cae mal desde el primer momento, y ambas suelen pelearse con frecuencia.
- Mary "Stormer" Phillips. Teclista de The Misfits, compositora de las letras de las canciones y por encima de todo la fuerza creativa del grupo (aunque casi nunca le den crédito por ello). Es una guitarrista de renombre mundial y una experta en tocar el keytar. Stormer parece disfrutar realmente haciendo travesuras inofensivas, pero nunca le hace ninguna maldad a Jem y su grupo. Afable y compasiva, las demás del grupo suelen acosarla debido a su carácter.
- Sheila "Jetta" Burns. Saxofonista de origen británico y miembro más reciente de The Misfits, pues Stormer la conoció al oírla tocar en un salón de baile de mala catadura. Jetta es una hábil carterista y una mentirosa patológica que afirma estar emparentada con la familia real británica cuando en realidad procede de una familia pobre de Hull (Inglaterra). Extremadamente perspicaz y estirada, rivaliza con Roxy casi desde el principio.

### The Stingers (Nirvana)
- Rory "Riot" Llewelyn. Cantante de The Stingers. Riot es encantador, pero distante y arrogante. Muy seguro de sí mismo en cuanto a su aspecto físico, se cree que es el hombre perfecto y por ello exige el respeto y la devoción tanto de sus compañeras como de sus fans. Es consciente de su poder sobre la gente y lo emplea para conseguir lo que quiere. Riot está interesado en Jem, pues la considera la mujer perfecta para él y por ello la persigue sin descanso.
- Phoebe "Rapture" Ashe. Guitarrista de The Stingers. Rapture es una estafadora que utiliza su interés por el ocultismo para conseguir dinero. Le gusta engañar a la gente por pura diversión y deshacerse de ella una vez que ha tenido suficiente. Rapture es egoísta y arrogante, pero acepta las órdenes de Riot en el plano económico, pues sabe muy bien que el encanto y el carisma lo llevarán a lugares a los que ella también quiere ir. No tiene ninguna relación amorosa en la serie.
- Ingrid "Minx" Krugger. Teclista de The Stingers. Al igual que sus compañeros, Minx es arrogante y egocéntrica, pero acepta los consejos y las órdenes de Riot, pues sabe que le espera un futuro brillante y quiere estar allí cuando ocurra. Astuta y manipuladora, se enorgullece de atraer a los hombres sólo para alejarlos cuando se aburre de ellos, lo que ocurre con alarmante regularidad. Es muy hábil con la tecnología y puede obrar maravillas con ordenadores o sintetizadores. Se siente atraída por Rio, con el que coquetea constantemente a pesar de sus continuos rechazos, pues lo considera un desafío ya que es capaz de conseguir a casi cualquier hombre. Sin embargo, el único personaje por el que siente admiración es Techrat debido a la afición de éste a los ordenadores.

### Personajes secundarios masculinos
- Rio Pacheco. Rio es el novio de Jerrica, de la que también fue amigo desde su infancia, y también trabaja para las Holograms. Ama a su novia, pero también se siente atraído por Jem. Rio tiene algunos problemas con los secretos, los enfados y las mentiras que nunca se explican del todo, y son esos problemas los que hacen que Jerrica se resista a revelarle su mascarada a su novio por miedo a que éste se sienta tracionado y engañado.
- Eric Raymond. Eric es el villano principal de la serie, un productor musical avaricioso y manipulador que se ocupaba de dirigir Starlight Music a la muerte de Emmett Benton, pero poco después su objetivo es hacerse con el control total de la compañía, para lo que decidió crear a las Misfits para desbancar a Jerrica. Posteriormente, dirige la compañía discográfica Misfits Music, financiada con el dinero de Harvey Gabor, que más tarde se rebautiza con el nombre de Stingers Sound cuando contrata a los Stingers. Atractivo y extremadamente taimado, es un empresario inteligente y deshonesto que recurre a casi cualquier cosa con tal de sabotear a Jem and the Holograms. También ansía conocer la verdadera identidad de Jem.
- Howard E. Sands. Uno de los más importantes productores de Hollywood y un buen amigo de Jem. Sands se ocupa de fomentar la rivalidad entre Jem and the Holograms y las Misfits ofreciéndoles un contrato cinematográfico y una mansión a la ganadora del concurso para convertirse en el grupo musical más famoso del país. Sereno y firme en cuanto al juego limpio, se esfuerza por no favorecer a ninguno de los dos bandos. Sin embargo, cuando se incendia la casa Starlight House y Jerrica le pide un lugar para acoger a las huérfanas, modifica las reglas para permitir que las niñas vivan en la mansión que forma parte del premio. Posteriormente, continúa manteniendo su imparcialidad, pero pronto trata a Jem and the Holograms como a sus favoritas e incluso las presenta a la condesa Danielle DuVoisin, con la que parece tener una relación más allá de lo profesional.
- Techrat. Este extraño inventor y genio de la tecnología es el arma secreta de Eric Raymond y se encarga de inventar aparatos para utilizarlos contra Jem and the Holograms. Techrat detesta que lo toquen y se relaciona mejor con las máquinas que con los demás seres humanos. La única excepción es Minx, también hábil con la tecnología, a la que Techrat le permite el contacto físico. Su nombre probablemente sea un acrónimo procedente de la expresión en inglés technology rat ("rata de la tecnología").
- Zipper. Secuaz de Eric Raymond, no demasiado inteligente, especializado en sabotajes y otros trabajos sucios. Fue el culpable del incendio accidental de la antigua casa Starlight House.
- Craig Philips. Batería y hermano mayor de Stormer y novio de Aja, se presentó a una audición para formar parte de las Hologrmas y estar más cerca de su amada Aja, pero perdió ante Raya.
- Harvey Gabor. Multimillonario padre de Pizzazz, quien da a su hija todo lo que quiere en cuanto se le antoja. Rara vez se ocupa de su hija o la obliga a responsabilizarse de sus acciones, aunque la ha reñido en algunas ocasiones.
- Anthony Julian. Uno de los más talentosos directores de cine y vídeos musicales; Lindsey Pierce se lo presenta a Jem and the Holograms en una fiesta en el yate de la condesa DuVoisin. Él y Shana pronto mantienen una relación sentimental y se convierten en la pareja más estable de la serie.
- Terry Stone. Co-presentador junto con Connie Long de California Beat, un programa informativo sobre música rock que se emite en el Canal 81.
- Sean Harrison. Ídolo adolescente en Reino Unido, a la vez actor cantante y artista, y novio intermitente de Kimber, pero tuvo una relación con Pizzazz un año antes cuando él tocaba en un club en Londres. Él y Jeff Wright compiten duramente por el amor de Kimber.
- Jeff Wright. Un actor especialista con un futuro prometedor. Jeff es un joven entusiasta y sincero que conoce a Jem and the Holograms e inmediatamente cae rendido ante los encantos de Kimber, a la que trata de cortejar mientras rechaza las atenciones de Roxy y se gana la ira de las Misfits. Él y Sean Harrison compiten duramente por el amor de Kimber.
- Richard Xanthos. Excéntrico millonario y filántropo al que le apasionan los libros y las labores de beneficencia, organizando minuciosos eventos benéficos relacionados con la literatura clásica o bien con la amistad y el amor. Buen amigo de Howard Sands, tiene una asistente y compañera llamada Christine, quien le ayuda a decidir los participantes de los eventos benéficos.
- General Llewelyn. Esposo de Mildred Llewelyn y padre de Riot. El señor Llewelyn quería que su hijo siguiera sus pasos y se alistara en el ejército, pues en su opinión la música es para "las mujeres y los afeminados" pero cuando Rory fue expulsado del ejército tras desertar su padre lo echó de casa y le dijo que no volviera nunca.
- Emmett Benton. Difunto empresario, inventor y padre de Jerrica y Kimber, a las que lega la mitad de los beneficios de Starlight Music, el ordenador Synergy y otros objetos a su muerte.
- Svensen Monitor de Sky que ayuda a Jem en unos accidentes en la montaña poniendo muy celoso a Rio, durante el episodio 11.

### Personajes secundarios femeninos
- Synergy. Synergy es un ordenador holográfico extraordinariamente avanzado diseñado para ser el último sintetizador de entretenimiento audiovisual. Fue creado por Emmett Benton y en muchos aspectos puede considerarse de la labor de toda su vida. Synergy es capaz de generar hologramas de increíble corporeidad, exceptuando su falta de solidez, que a menudo constituyen los instrumentos de los que se vale Jem en caso de peligro. La inteligencia artificial de Synergy, su aspecto físico y su voz están inspiradas en Jacqui Benton, madre de Jerrica y Kimber, pues Emmett Benton pretendía que fuese una mentora, amiga y figura materna para sus hijas y no un simple ordenador. Se manifiesta físicamente bajo la forma de una mujer de piel de color morado claro con pelo y ojos morado oscuro. Nadie más aparte de los Benton y las Holograms conocen su existencia salvo el Presidente de los Estados Unidos; Eric Raymond ha visto fotografías de Synergy, pero desconoce su poder y su situación.
- Vivien "Video" Montgomery. Video es una joven y talentosa cineasta que graba y produce los vídeos musicales de las Holograms, a las que presta ayuda contra las Misfits. Es prima  de Clash.
- Constance "Clash" Montgomery. Clash es la mayor fan y secuaz de las Misfits; recibe su apodo por los platillos en miniatura que siempre lleva en sus pulseras y que hace entrechocar para llamar la atención. Es una maestra del disfraz y casi siempre trabaja de incógnito para las Misfits. Es prima  de Video.
- Sra. Bailey. Ama de llaves del orfanato Starlight House, en la que ha trabajado durante años cocinando para las niñas y atendiendo a sus necesidades diarias. Es una mujer maternal y sensata que también consulta a Jerrica sobre la dirección de la casa y los recursos económicos. Desconoce la existencia de Synergy y la identidad secreta de Jerrica como Jem.
- Lindsey "Lin-Z" Pierce. La popular presentadora de Lin-Z TV, un programa televisivo de vídeos musicales, noticias y entrevistas que emite regularmente los vídeos de las Holograms y las Misfits. Aunque Lindsey suele mostrarse imparcial entre ambos grupos durante las emisiones, es una buena amiga y aliada de Jem y siente antipatía por Pizzazz por interrumpir su programa con sus tonterías.
- Liz Stratton. Actriz y productora de televisión, de carácter soberbio y arrogante. Shana trabajó durante un tiempo para ella por recomendación de su novio Anthony hasta que se hartó de ella y lo dejó.
- Harriet Horn. Presentadora de televisión que dirige un programa semanal de cotilleos sobre rock en el que acosa regularmente a los famosos. Le gusta la controversia y se complace al ver a sus víctimas pelearse durante la publicidad.
- Giselle "Danse" Dvorak. Habilidosa bailarina y coreógrafa, amiga y fiel colaboradora de las Holograms. También hace labores de beneficencia y voluntariado en Haven House, un hogar para adolescentes problemáticos. Se relaciona con ellos por el hecho de que ella se crio en un orfanato poco después de la desaparición de su madre.
- Danielle Du Voisin. Rica condesa parisina y amiga de Howard Sands. Alegre, sofisticada y aficionada a la moda francesa, suele tomar bajo su protección a jóvenes diseñadoras como Regine Cesaire o la propia Shana.
- Regine Cesaire. Una prometedora diseñadora de moda procedente de la isla de la Martinica y protegida de Danielle DuVoisin. Diseña ropa de inspiración tropical y tiene una breve relación amorosa con Yaki Tori, diseñador de moda japonés y amigo íntimo de The Stingers.
- Maeve "Astral" Elritch. Maga e ilusionista que también se encarga de desacreditar a impostores y charlatanes como Rapture. Ya desde la infancia y adolescencia, Astral se dedicaba a hacer trucos de magia para divertir a sus amigos y a los niños enfermos de los hospitales infantiles.
- Jacqui Benton. Cantante de música folk, esposa de Emmett Benton y madre de Jerrica y Kimber. Ella misma también fue húerfana de niña, y por ello se preocupó tanto de las niñas sin familia, hasta el punto de crear junto con su marido el orfanato Starlight House. Falleció en un accidente de avión en 1977, y su muerte afectó enormemente a su familia.

### Las niñas Starlight
Bajo este nombre se engloba el grupo de niñas huérfanas de las que cuidan Jerrica y sus amigas. Aunque todas las niñas han aparecido en ciertos episodios de la serie, las más vistas han sido Ashley, Ba Nee, Krissie y Deirdre, de las que incluso se hicieron muñecas.
- Anne. De pelo rubio y rizado, tiene once años de edad.
- Ashley. De pelo rubio y corto, tiene doce años de edad y es testaruda y obstinada. En un primer momento se hace amiga de las Misfits, pero pronto se da cuenta de que la única bondadosa en el grupo es Stormer. Sueña con convertirse en una estrella del rock formando una banda con sus amigas Becky, Deirdre y Lela.
- Ba Nee. De pelo negro y largo y rasgos asiáticos, tiene ocho años de edad. Nació en Vietnam, y fue trasladada a Estados Unidos desde el pueblo de Ang Loc. Sueña con encontrar a su padre, pero todo lo que sabe de él es que es pelirrojo.
- Becky. De pelo castaño y corto, tiene trece años y toca el teclado en una banda con Ashley, Deirdre y Lela. Al ser de las mayores del orfanato, cuida de las niñas pequeñas junto con esta última y Delaree.
- Deirdre. De pelo rubio y largo, tiene doce años de edad y siempre lleva una gorra ladeada en la cabeza. Está aprendiendo a tocar la guitarra, y practica y actúa en una banda con Ashley, Becky y Lela. Es una gran fan de Jem.
- Delaree. De pelo castaño y corto, tiene trece años de edad y habla con acento del sur de Estados Unidos. Al ser de las mayores del orfanato, cuida de las niñas pequeñas junto con Lela y Becky.
- Jo Ellen. De pelo negro y rizado y rasgos afroamericanos, tiene nueve años de edad.
- Krissie. De pelo negro y rizado y rasgos afroamericanos, tiene once años de edad. Es responsable y le gusta pintar.
- Laura Holloway. Una niña de catorce años que permanece en Starlight House de forma temporal al morir sus padres en un accidente de tráfico. Canta bien y toca la guitarra acústica, pero es muy insegura y solitaria. Un compañero de su instituto aprovecha su indefensión y su soledad para ganarse su amistad y empezar a venderle drogas.
- Lela. De catorce años de edad, tiene rasgos afroamericanos y es la mayor de las niñas Starlight. Fue la primera niña acogida por Emmett y Jacqui Benton después de Aja y Shana. Kimber la quiere especialmente, pues la considera como una hermana menor. Toca la batería en una banda con Ashley, Deirdre y Becky. Al ser de las mayores del orfanato, cuida de las niñas pequeñas junto con esta última y con Delaree.
- Marianne. De pelo negro y largo y rasgos afroamericanos, tiene nueve años de edad.
- Nancy. De pelo rojizo y corto, tiene diez años de edad.
- Terri. De pelo rubio y largo recogido en dos trenzas, tiene ocho años de edad. Tiene mucho miedo a la oscuridad, y es especialmente vulnerable a los relatos y películas de terror.

## Discografía
Las canciones de la serie Jem and the Holograms fueron catalogadas vendidas en casete solamente incluidos dentro de las cajas de las muñecas creadas por HASBRO.

### Jem and the Holograms
- Kimber
  - "Jem Theme"
  - "Only The Beginning"
  - "Twilight In Paris"
- Aja
  - "Jem Theme"
  - "Like A Dream"
  - "She's Got The Power"
- Shana 
  - "Jem Theme"
  - "Gettin' Down To Business"
  - "Too Close For Comfort"
- Rio
  - "Jem Theme"
  - "Deception"
  - "I Got My Eye On You"
- Flash'n sizzle Jem
  - "Jem Theme"
  - "Time Is Running Out"
  - "Set Your Sails"
- Flash'n sizzle Kimber
  - "Jem Theme"
  - "Can't Get My Love Together"
  - "Love's Not Easy"
- Flash'n sizzle Aja
  - "Jem Theme"
  - "Something Is Missing In My Life"
  - "Share A Little Bit Of Yourself"
- Flash'n sizzle Shana
  - "Jem Theme"
  - "Broadway Magic"
  - "It All Depends On The Mood I'm In"
- Raya
  - "Jem Theme"
  - "Love Unites Us"
  - "There's A Melody Playin'"
- Danse 
  - "Jem Theme"
  - "Runnin' Like The Wind"
  - "Only Me And The Music"
- Video
  - "Jem Theme"
  - "She Makes An Impression"
  - "Come On In"
- Synergy 
  - "Jem Theme"
  - "Friend or Stranger"
  - "We Can Change It"
- Glitter'n gold Jem
  - "Glitter N Gold Jem theme"
  - "It All Depends On The Mood I'm In"
  - "Love Is Here"
- Glitter'n gold Rio
  - "Glitter N gold Jem theme"
  - "Puttin' It All Together"
  - "People Who Care"

## The Misfits
Casetes incluidos en cada Muñeca

### Pizzazz
1. Jem's Theme
2. Outta My Way
3. Makin' Mischief

### Roxy
1. Jem Theme
2. Click Clash
3. Takin' It All

### Stormer
1. Jem Theme
2. Winning is Everything
3. Music is Magic

### Jetta
1. Jem Theme
2. Who Is She Anyway?
3. Designing Woman

### Clash
1. Jem Theme
2. I Am A Giant
3. You Oughta See The View

En el juego móvil Héroes Evolved de la compañía china R2Games, con la Skin de su personaje Mikio -Alerta Violeta-, hace referencia a The Misfits en su frase: -"We Are The Misfits & our song is better!" ("Somos los Misfits, y nuestra canción es mejor!")